# Attentat d'Anagni

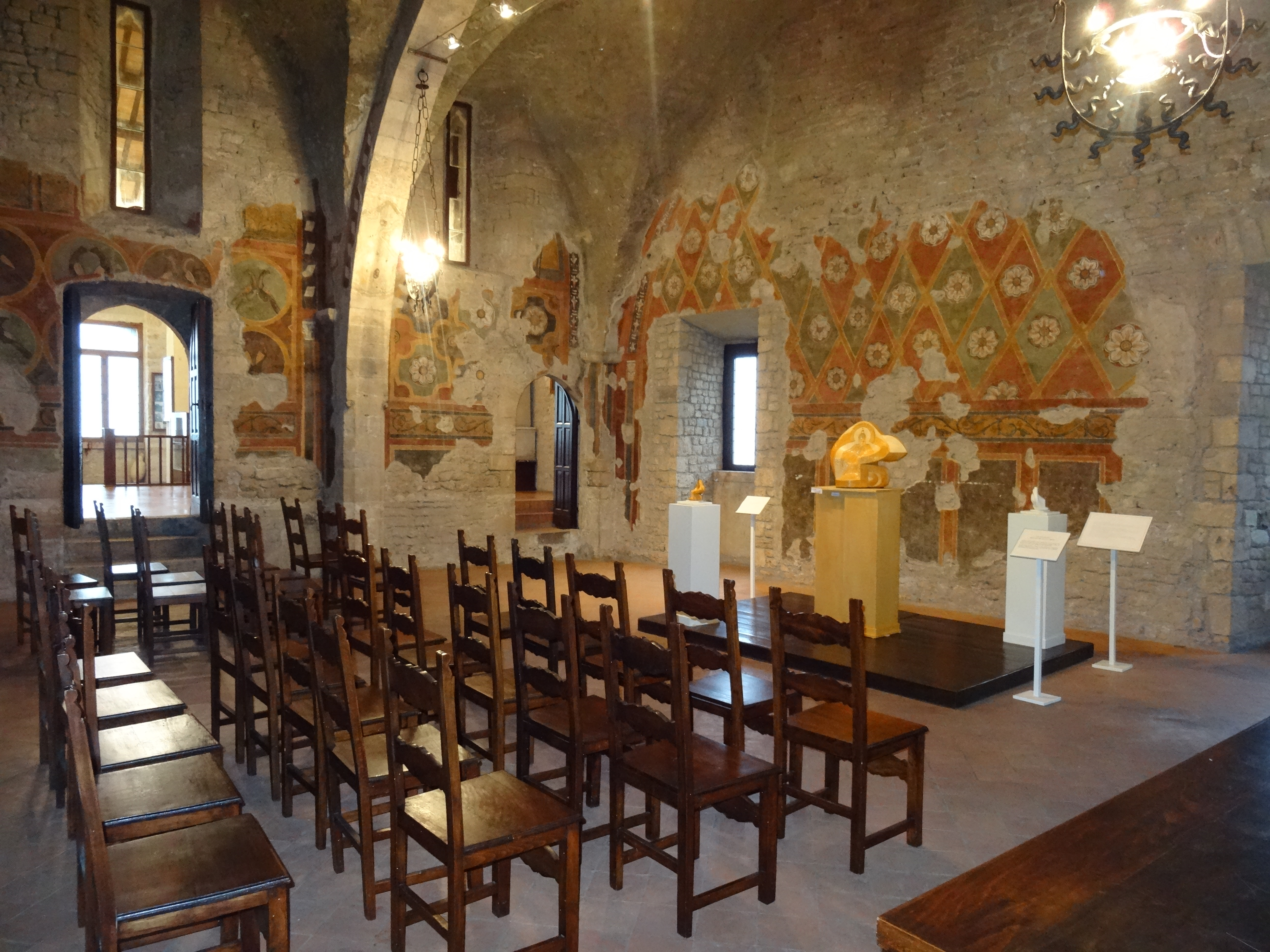
La salle où l'attentat d'Anagni eut lieu.

L'attentat d'Anagni en septembre 1303 est l'événement le plus marquant de la lutte opposant le roi de France Philippe le Bel au pape Boniface VIII.

## Historique

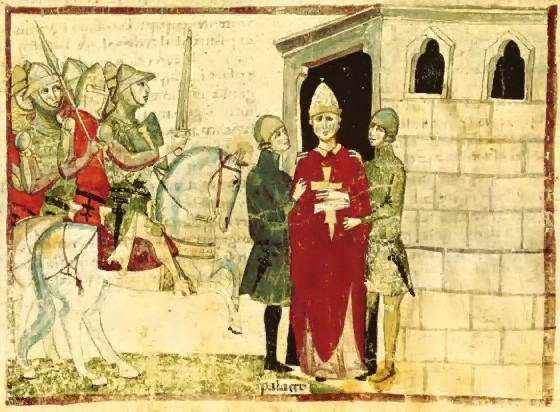
L'arrestation de Boniface.

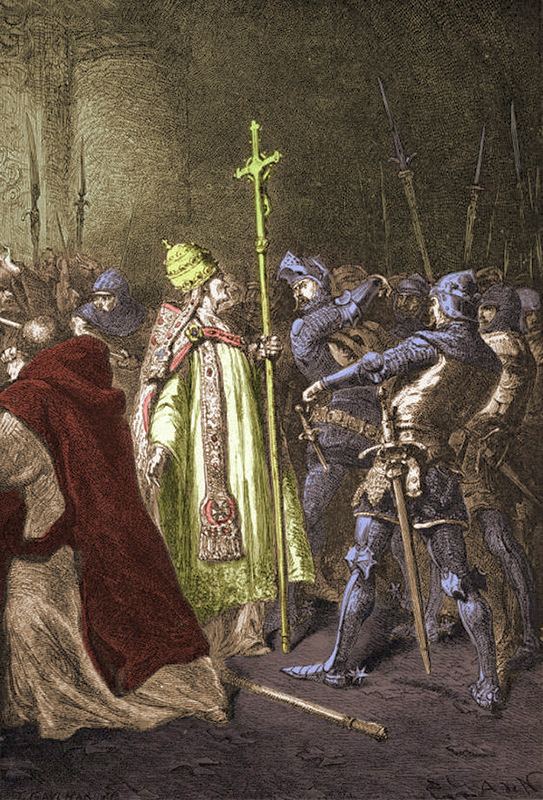
Colonna giflant Boniface, illustration d'Alphonse de Neuville pour L'Histoire de France : depuis les temps les plus reculés jusqu'en 1789, racontée à mes petits-enfants de François Guizot.

À l'origine, Philippe IV le Bel est mêlé à de nombreux sujets de discorde avec le pape Boniface VIII et Bernard Saisset, l'évêque de Pamiers. Ce dernier incite notamment certains comtes à se défaire de la tutelle du roi de fer. Au début de l'année 1303, Philippe le Bel est menacé d'excommunication car il est entré en lutte avec le pape au sujet des impôts à percevoir sur le clergé et les monastères. Philippe Le Bel refuse avec hauteur l’invitation que lui fait Boniface VIII de partir pour la croisade, puis fait arrêter le Légat et confisquer ses biens. Conseillé par son nouveau chancelier, Guillaume de Nogaret, Philippe le Bel réplique à la menace d’excommunication par la convocation d'un concile œcuménique à Lyon dont le but serait de juger le pape, que plusieurs qualifient d'« indigne », et de le déposer. Nogaret est chargé de se rendre en Italie afin de notifier les volontés du roi au pontife, Boniface VIII. Celui-ci, ayant appris les intentions de Philippe le Bel avant l'arrivée de Nogaret, prépare la bulle d'excommunication Super patri solio (Petri solio excelso).
L'apprenant, Nogaret décide d'organiser un coup de force contre le pape avant la fulmination et la mise en vigueur de la bulle, le 8 septembre. Il recrute une troupe de 600 cavaliers et de 1 500 fantassins menés par deux chefs de guerre, par surcroît ennemis du pape, Sciarra Colonna et Rinaldo de Supino.
Dans la nuit du 7 au 8 septembre 1303, ils investissent la petite ville d'Anagni dans le Latium, où réside le pape pendant l'été. Ils réussissent à s'emparer sans trop de mal du palais pontifical de la ville. Cependant, les buts de Nogaret et de Colonna divergent. Nogaret veut simplement lui notifier la citation à comparaître au concile ; Colonna veut s'emparer de la personne du pape et l'obliger à renoncer à sa charge. Nogaret parvient à calmer son complice et lit solennellement son acte d'accusation au pape. Celui-ci fait face avec dignité[non neutre] sans céder sur aucun point, déclarant : « Voici mon cou, voici ma tête ».
Maurice Druon décrit la scène dans Les Rois maudits : « (…) Là, le vieux pape de 68 ans, tiare en tête, croix en main, seul dans une immense salle désertée, voyait entrer cette horde en armures. Sommé d'abdiquer, il répondait : Voilà mon cou, voilà ma tête ; je mourrai, mais je mourrai pape. Sciarra Colonna le giflait de son gantelet de fer. Et Boniface lançait à Nogaret : Fils de cathare ! Fils de cathare ! ».
La polémique persiste toujours quant à la gifle elle-même : dans sa biographie de Philippe le Bel, Jean Favier affirme que ce n'est qu'au XIXe siècle que prit naissance le mythe affirmant que Sciarra Colonna aurait giflé le pape. En réalité, aucun témoin contemporain n'a parlé de cette « gifle », qui semble aujourd'hui plus une métaphore qu'un acte réel et historique.
Le lendemain, la population d'Anagni s'est ressaisie. Supérieure en nombre, elle réussit à chasser la troupe de Sciarra Colonna. Nogaret parvient à s'enfuir. Libéré, Boniface VIII repart pour Rome où il meurt un mois après, le 11 octobre. La légende affirme qu'il est mort de chagrin à la suite des humiliations subies.
Son successeur, Benoît XI, abroge la bulle Super Patri Solio. Cependant il écarte de l'amnistie les coupables directs de l'attentat d'Anagni, Sciarra Colonna et Nogaret, en fulminant en particulier contre eux et quelques autres complices la bulle d'excommunication Flagitiosum Scelus, du 7 juin 1304, les citant à comparaître devant son tribunal dans un délai d'un mois, à Pérouse, sous peine d'être condamnés par contumace. Nogaret ne se présentant pas pour sa part reste canoniquement sous le coup de la sentence d'excommunication.
Le nouveau pape décède à son tour le 7 juillet 1304. Le nouveau pape, Clément V, élu en 1305, est un Français. Il installe la papauté à Avignon en 1309 et lève en 1311 toutes les condamnations portées contre le roi et ses conseillers, déclarant que durant tout le conflit l'attitude de Philippe le Bel avait été « bonne et juste ».